# 米兰·凯克尔
米兰·凯克尔（捷克語：Milan Kajkl，1950年5月14日—2014年1月18日），捷克男子冰球运动员。他曾代表捷克斯洛伐克国家队参加1976年冬季奥林匹克运动会冰球比赛，获得一枚银牌。